# „Vörös függöny” trilógia
A „Vörös függöny” trilógia Baz Luhrmann ausztrál filmrendező első három mozifilmjének hivatalos marketing-elnevezése. A filmek közös jegye azok stílusvilága, cselekményüket tekintve nincs kapcsolat közöttük. A rendező saját maga nevezte ezt el „vörös függöny” stílusnak. A trilógia részei: Kötelező táncok (1992), Rómeó + Júlia (1996), Moulin Rouge! (2001). A rendező 2004-ben még forgatott egy reklámfilmet ebben a stílusban, de utána bejelentette, hogy egy új trilógiába kezd, és szakít addigi stílusával.

## Stílusjegyek
A „vörös függöny” stílusnyelv legfontosabb elemei:
- Az idézőjelbe tett giccs: költséges, pazar és összetett díszlet, jelmez, zene és forgatókönyv. Képi világa groteszk, előszeretettel használ szuperközeliket arcokról, gyorsításokat és gyors vágástechnikát.
- A néző a film elejétől tudja, mivel végződik a történet. Mindegyik film forgatókönyve egy közismert történeten alapul (ezzel elősegítve a kiszámíthatóságot):  a Kötelező táncok a Dávid és Góliát bibliai történeten, a Rómeó+Júlia William Shakespeare azonos című tragédiáján és a Moulin Rouge! a Bohémélet, a Traviata és az Orfeusz az alvilágban című operákon.
- Minden műben van egy teátrális elem, eszköz, mely emlékezteti a közönséget, hogy egy mozifilmet néz: a Kötelező táncokban a táncjelenetek, a Rómeó+Júliában a jambikus verselés vagy a Moulin Rouge!-ban a dalbetétek.
- A történet egyenes vonalú, egyszerű. Vidám, könnyed stílusban indul, de egy pontot átvált egy sötétebb, komolyabb tónusba.
- Az ábrázolt világ nem a valós, hanem annak kiszínezésével, felfokozásával születő, távoli, szürrealisztikus, színpadi közeg.

### További közös vonások
- Catherine Martin, Craig Pearce és Marius DeVries mind a három filmen dolgozott. A második két filmben mellékszereplőként megjelent John Leguizamo.
- Mind a három filmben feltűnik a „L’amour” (szerelem) felirat a Coca-Cola logóból ismert betűtípussal: a Kötelező táncokban egy tényleges Coca-Cola logóban, Verona Beach sétálóutcáján a Rómeó+Júliában és a Moulin Rouge! filmben Christian lakásának ablakával szemben.

## A stílus története

### AMoulin Rouge!után
A Moulin Rouge! a 2001-es cannes-i fesztivál nyitófilmje volt és nyolc Oscar-jelöléséből kettőt díjra váltott, valamint három Golden Globe-díjat kapott, tehát a „vörös függöny” stílus sikere csúcspontjára érkezett. Valószínűleg Luhrmann is úgy gondolta, hogy már nem lehet fokozni, a filmnyelv a Moulin Rouge!-ban „tökéletesedett”. Az író-rendező bejelentette, hogy nem folytatja a „vörös függöny” sorozatot, és egy új, klasszikus történelmi eposzokból álló trilógiába kezd, melynek első darabja a 2008-as Ausztrália. Mintegy búcsúzásképp 2004-ben elkészítette a „vörös függöny” stílusban az addigi legdrágább (18 000 000 font) reklámfilmet a Chanel No. 5 nevű parfüm számára, Nicole Kidmannel a főszerepben, mely a No. 5 The Film címet kapta.

## Fogadtatás

### Box office
| Film            | Amerikai megjelenés | Bevétel        | Bevétel         | Bevétel     | Bevétel         | Bevétel         | Helyezés | Helyezés   | Költség         | Forrás            |
| Film            | Amerikai megjelenés | AUS            | USA             | HUN         | USA-n kívül     | Összes          | USA      | Nemzetközi | Költség         | Forrás            |
| --------------- | ------------------- | -------------- | --------------- | ----------- | --------------- | --------------- | -------- | ---------- | --------------- | ----------------- |
| Kötelező táncok | 1993. február 12.   | 21 760 400 AUD | 11 738 022 USD  | ?           | ?               | ?               | 3666.    | ?          | 3 millió AUD    | [ 1 ] [ 2 ] [ 3 ] |
| Rómeó + Júlia   | 1996. november 1.   | 12 594 776 USD | 46 351 345 USD  | 365 502 USD | 101 203 653 USD | 147 554 998 USD | 1415.    | ?          | 14,5 millió USD | [ 4 ] [ 5 ]       |
| Moulin Rouge!   | 2001. május 18.     | 14 354 682 USD | 57 386 607 USD  | 526 123 USD | 121 826 827 USD | 179 213 434 USD | 1106.    | ?          | 50 millió USD   | [ 6 ]             |
| Összesen        |                     |                | 115 475 974 USD |             |                 |                 |          |            |                 |                   |

### Kritikák
| Film            | Rotten Tomatoes   | Rotten Tomatoes  | Metacritic      |
| Film            | Összes            | Top kritikusok   | Metacritic      |
| --------------- | ----------------- | ---------------- | --------------- |
| Kötelező táncok | 95% (37 kritika)  | 100% (5 kritika) | 72 (16 kritika) |
| Rómeó + Júlia   | 70% (56 kritika)  | 47% (17 kritika) | 60 (20 kritika) |
| Moulin Rouge!   | 76% (188 kritika) | 64% (39 kritika) | 66 (35 kritika) |
| Átlag           | 80%               | 70%              | 66              |

## Fordítás
- Ez a szócikk részben vagy egészben a The Red Curtain Trilogy című angol Wikipédia-szócikk ezen változatának fordításán alapul.  Az eredeti cikk szerkesztőit annak laptörténete sorolja fel. Ez a jelzés csupán a megfogalmazás eredetét és a szerzői jogokat jelzi, nem szolgál a cikkben szereplő információk forrásmegjelöléseként.